# Pi3 Orionis
Pour les articles homonymes, voir Pi Orionis.
Désignations
Pi3 Orionis (π3 Ori / π3 Orionis), appelée traditionnellement Tabit, est une étoile de troisième magnitude de la constellation d'Orion. Elle est l'étoile la plus brillante du bouclier que porte Orion. D'après la mesure de sa parallaxe par le satellite Hipparcos, elle est située à environ ∼ 26,3 a.l. (∼ 8,06 pc) de la Terre. Bien que des exoplanètes n'aient pas encore été détectées autour de Pi3 Orionis, l'étoile est considérée comme une candidate de choix pour des planètes aussi petites que la Terre[réf. nécessaire]. Le nom Tabit est officialisé par l'Union astronomique internationale le 5 septembre 2017.

## Caractéristiques
Pi3 Orionis est une étoile naine jaune-blanc de type spectral F6V. Son âge est estimé être de 1,2 milliard d'années. Il a été calculé que l'étoile serait environ 1,3 fois plus massive que le Soleil, 1,3 fois plus grande et 2,8 fois plus lumineuse que lui. Son abondance en éléments plus lourds que l'hydrogène est proche de celle du Soleil (basé sur son abondance en fer).

## Recherche de compagnons stellaires et planétaires
Pi3 Orionis est considérée comme une étoile seule. Le catalogue d'étoiles doubles de Washington lui recense quatre compagnons, mais ils sont probablement optiques. Ce même catalogue note également que l'étoile est une binaire spectroscopique, mais elle n'apparaît pas dans les catalogues plus spécialisés qui répertorient de tels systèmes. Par ailleurs, l'interféromètre optique du Navy Precision Optical Interferometer n'a pas permis de mettre en évidence la présence de compagnons à proximité de l'étoile.
Aucun objet substellaire n'a non plus été détecté autour de Pi3 Orionis. Une variation de la vitesse radiale de l'étoile d'une périodicité de 73,26 jours a été observée, mais il est probable que cette variation soit liée à l'activité stellaire plutôt qu'à la présence d'une exoplanète qui l'orbiterait. L'équipe de l'observatoire McDonald a permis d'exclure la présence d'une ou de plusieurs planètes avec des masses comprises entre 0,84 et 46,7 MJ correspondant à des séparations moyennes de l'étoile comprises entre 0,05 et 5,2 ua.

## Voir également